# 埃托雷·索特萨斯
埃托雷·索特萨斯（Ettore Sottsass，1917年9月14日—2007年12月31日）是二十世纪一位重要的意大利建筑师和设计师。他的设计包含家具、珠宝、玻璃、灯光、家居用品、办公设备、以及许多建筑和室内设计。

## 早期生涯
索特萨斯于1917年9月14日出生于奥地利的因斯布鲁克、后在都灵成长。他的父亲也名叫埃托雷·索特萨斯，是个都灵建筑师。 老索特萨斯从属Movimento Italiano per l'Architectura Razionale（MIAR）这个现代建筑派系，由朱塞佩·帕加诺（Giuseppe Pagano）领导。
小索特萨斯在都灵理工大学（Politecnico di Torino）接受教育，并于1939年毕业、获得建筑文凭。他曾服役于意大利社会共和国军队，在第二次世界大战期间入狱，后来在南斯拉夫的一个劳改营中待过一段时间。

## 早期职业生涯
二战归来后，埃托雷·索特萨斯跟着他的父亲，主要为二战中摧毁的建筑设计新的现代版。1947年，索特萨斯在当时的居住地米兰建立了自己的建筑和工业设计事务所， 开始在各种不同领域中进行设计创作：陶瓷、油画、雕塑、家具、摄影、珠宝、建筑、以及室内设计。 

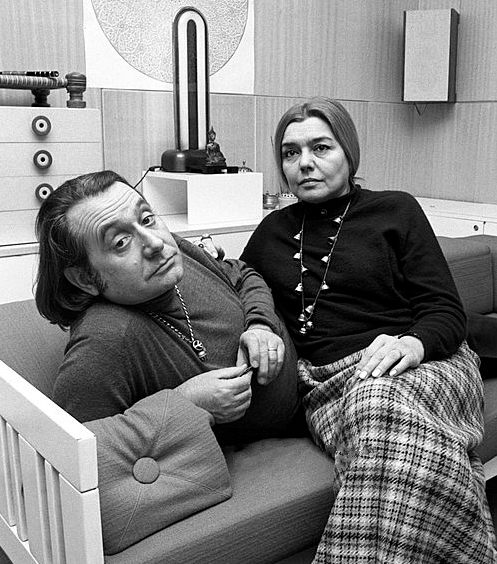
埃托雷·索特萨斯和费尔南达·皮瓦诺（Fernanda Pivano）1969年在他们米兰的家中

1949年，索特萨斯和作家、记者、翻译兼评论家费尔南达·皮瓦诺（Fernanda Pivano）结婚。 1956年，索特萨斯前往纽约市、开始为乔治·纳尔森（George Nelson）工作。在此期间，他和皮瓦诺四处游历，并在几个月后回到了意大利。 
1956年，美国企业家欧文·理查兹（Irving Richards）委托索特萨斯为他的一个展览设计陶瓷作品。

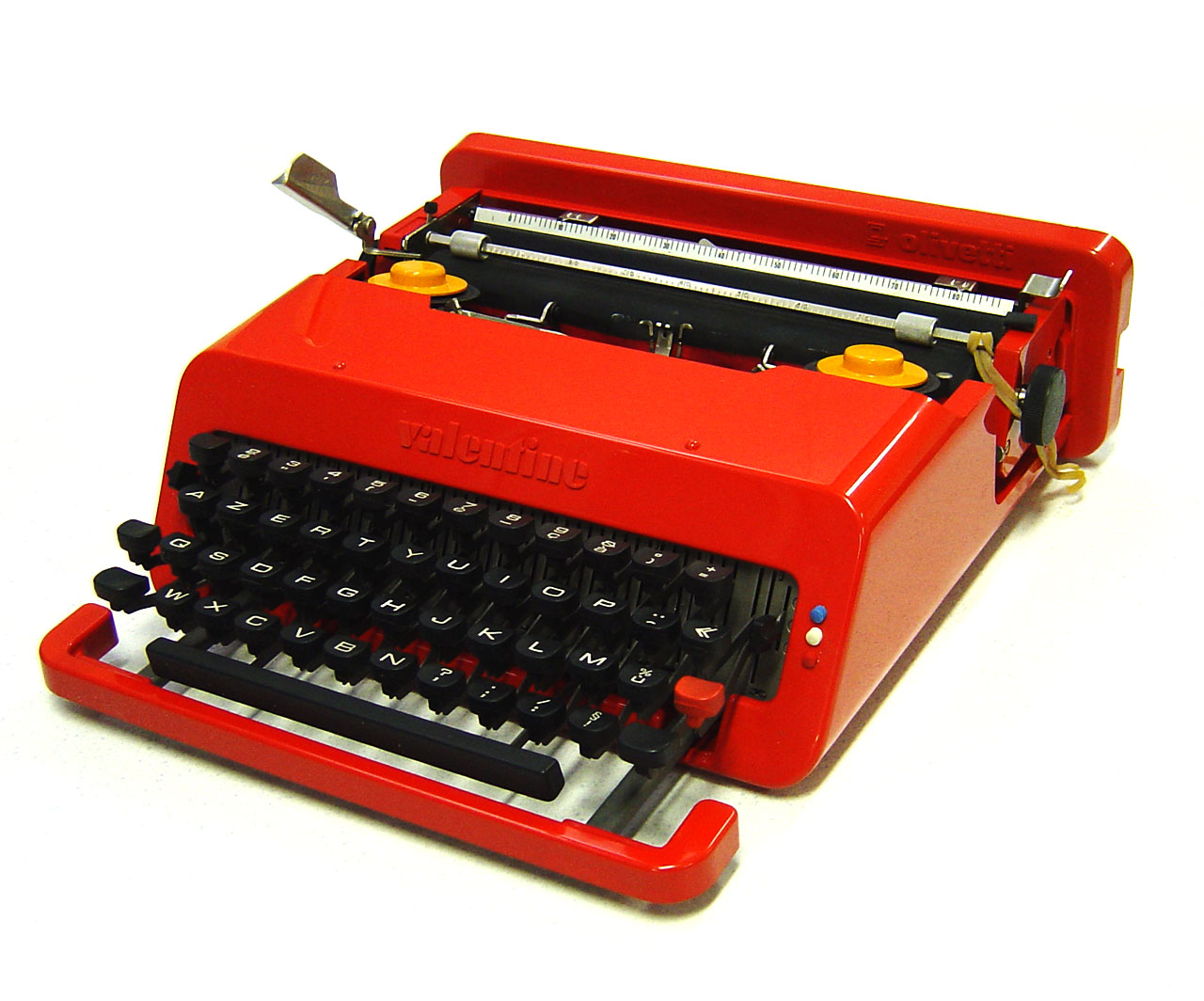
“情人”打字机（1969年）

1957年，索特萨斯回到意大利，在一个名为Poltronova的当代家具半工业制造商就职，担任艺术顾问一职。 他为这家公司设计的许多家具都影响了他后来和米兰孟菲斯设计小组的创作。

## 奥利维蒂
1958年，阿德里亚诺·奥利维蒂（Adriano Olivetti）聘请索特萨斯到他的公司奥利维蒂（Olivetti）做设计顾问，负责设计电子设备，还开发了意大利第一台大型计算机埃利亚9003（Elea 9003）、并因此获得了1959年的意大利金圆规奖（Compasso d′Oro）。他还设计了众多办公设备、打字机、以及家具。索特萨斯在奥利维蒂打响了自己作为一名设计师的名头，通过色彩、形式、以及造型把办公设备带进了大众流行文化中。 他设计的第一批打字机包括Tekne 3和Praxis 48，设计清晰、棱角分明。他和英国设计师Perry A. King在1969年设计了“情人节”打字机（Valentine），现在被视作二十世纪设计的里程碑，还因其轻便小巧成为时尚配饰。
1960年代，索特萨斯为奥利维蒂设计的同时，还创作了一系列作品、以表达他在美国和印度旅行的个人经历。1956年，一位致力于推动现代艺术的企业家Irving Richards委托索特萨斯设计一系列陶瓷作品，并引荐他给Bitossi陶瓷生产公司。从此，索特萨斯便一直与Bitossi公司合作设计陶瓷。1961年，索特萨斯第一次前往印度旅行，但于1962年因此染上严重的疾病而不得不回意大利、又辗转至美国加州治疗。 1963-64年间，索特萨斯设计了两个非常特别的陶瓷系列：Tenebre（“黑暗”系列）和Offerta a Shiva（“湿婆的奉献”系列），前者反映了他和疾病抗争时期灰暗的心情和体验，后者则表达了他身体逐渐恢复时的感激之心。